# Galactea galacptera
Galactea galacptera är en insektsart som först beskrevs av Haan 1842.  Galactea galacptera ingår i släktet Galactea och familjen Diapheromeridae. Inga underarter finns listade i Catalogue of Life.